# Piliini
Piliini, es una tribu de arañas araneomorfas, pertenecientes a la familia Salticidae.  Comprende dos géneros que se distribuyen por Asia oriental.

## Géneros
- Bristowia
- Pilia